# Javanische Sprache
Die javanische Sprache (Eigenbezeichnung: basa Jawa) gehört zur malayo-polynesischen Untergruppe der austronesischen Sprachfamilie. Sie wird von etwa 80 Millionen Menschen gesprochen, die jedoch meist Bahasa Indonesia als Schriftsprache gebrauchen und in Diglossie leben.
Das eigentliche Verbreitungsgebiet der Sprache sind der Osten und die Mitte der Insel Java. Es gibt jedoch auch eine gefestigte Sprachgemeinschaft in Suriname, sowie viele Sprecher, deren Vorfahren oder die selbst in neuerer Zeit Java verlassen haben und noch am Javanischen festhalten.
Mit dem Javanischen eng verwandt sind Sundanesisch, Balinesisch und Maduresisch.

## Geschichte
Aufgrund der alten und reich entwickelten Literatur gilt das Javanische als eine der wenigen Kultursprachen der malayo-polynesischen Sprachgruppe. Besonders in der altjavanischen Literatur aus der Majapahit-Epoche zeigt sich ein starker Einfluss des Sanskrit, das sich seit dem 6. Jahrhundert kontinuierlich zwischen Vorderindien und Java ausbreitete und bis in das Volksleben eindrang. Auf diese Weise entstand ein weiteres indisches Kulturgebiet in Südostasien, das auch Java mit seinen Nachbarinseln Bali und Madura einschloss. Diese Kultur war ursprünglich brahmanisch, nahm dann aber beide buddhistische Schulen auf und schuf in mancher Beziehung größere Werke als die indische Kultur in ihrer Heimat Indien (z. B. Borobudur, Prambanan). Die Fürsten stammten aus vorderindischen Geschlechtern und so kam zusammen mit Sanskrit als Hofsprache brahmanische Gelehrsamkeit nach Südostasien.
Das Javanische kennt drei Sprachebenen:  die informelle Ebene ngoko, die unter anderem von Höherstehenden gegenüber Niedriggestellten verwendet wird, eine mittlere Ebene (madya) und die höfliche und formelle Ebene  krama, die unter anderem von Niedriggestellten gegenüber Höherstehenden verwendet wird.
Ein Dialekt des Javanischen ist das Banyumasan, das im gleichnamigen Regierungsbezirk (kabupaten) von Zentraljava gesprochen wird.

## Schrift

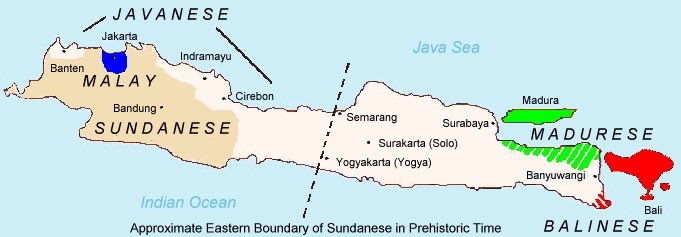
Verbreitung des Javanischen auf Java

Das Javanische wurde bzw. wird mit den Schriften Pallava (ab dem 5. Jahrhundert), Kawi (ab dem 8. Jahrhundert), Carakan (Tjarakan; ab dem 17. Jahrhundert), mit einer Variante des arabischen Alphabets (Pegon/Gundil; 15. Jahrhundert) und mit dem lateinischen Alphabet geschrieben (ab dem 19. Jahrhundert).
Die Literatursprache Kawi, die wahrscheinlich nie gesprochen wurde, aber auf dem Altjavanischen basiert und Lehnwörter aus dem Sanskrit enthält, ist auf zahlreichen Palmblattmanuskripten, indonesisch lontar, überliefert. In der ISO 639 wurde für Kawi der Code kaw (ISO-639-3-Code) vergeben.

## Sprachbeispiel
Allgemeine Erklärung der Menschenrechte, Artikel 1:

Saben uwong kalairake kanthi mardika lan darbe martabat lan hak-hak kang padha. Kabeh pinaringan akal lan kalbu sarta kaajab pasrawungan anggone memitran siji lan sijine kanthi jiwo sumadulur.
Alle Menschen sind frei und gleich an Würde und Rechten geboren. Sie sind mit Vernunft und Gewissen begabt und sollen einander im Geist der Brüderlichkeit begegnen.